# Олешка белые рожки
«Олешка белые рожки» — советский кукольный мультфильм, который создал в 1974 году режиссёр Леонид Зарубин.

Сценарий написала Жанна Витензон в процессе сотрудничества с мультобъединением при Киевской студии научно-популярных фильмов.

## Сюжет
Мальчик по имени Алеша из журнала узнаёт о девочке Таянэ, живущей на Севере. После этого он мечтает побывать на Севере и увидеть северных оленей. В это время выпадает первый снег, и мальчик вместе с соседской девочкой выбегают на улицу. Алеша вылепливает из снега оленёнка, на что подружка смеётся, так как первый снег всегда быстро тает. Он уходит домой, а поздно вечером, выглянув в окно, замечает, что оленёнок вдруг ожил. Радости не должно быть конца, но мальчик понимает, что утром от нового друга ничего не будет, и тогда решается на отчаянное — отвезти оленёнка в далёкие холодные края. С помощью компаса, Алеша и его новый друг Олешка достигают Севера. Им нужно найти Таянэ, но эта проблема быстро решается благодаря тюленям. Друзья находят ярангу девочки, знакомятся с ней и её отцом, а Алеша объясняет причину своего прибытия. Олешку оставляют у Таянэ, чтобы тот не растаял у мальчика до зимы. Алеша просит приезжать в гости вместе с оленёнком, когда настанет настоящая зима, а сам улетает на вертолёте. Дома, Алеша, увидев из окна соседскую девочку, наткнувшуюся на лужу, слышит её смех, не подозревавшую куда на самом деле исчез оленёнок. Теперь мальчик спокойно дожидается начала настоящей зимы.

## Съёмочная группа
- Автор сценария: Жанна Витензон
- Режиссёр: Леонид Зарубин
- Художник-постановщик: О. Охримец
- Оператор: Василий Кордун
- Композитор: Антон Муха
- Звукооператор: Игорь Погон
- Кукловоды: Элеонора Лисицкая, А. Трифонов, Жан Таран
- Куклы и декорации выполнили: Я. Горбаченко, Анатолий Радченко, В. Яковенко, Вадим Гахун
- Ассистенты: А. Кислий, В. Григоренко, М. Вайсфельд, О. Деряжная
- Редактор: Светлана Куценко
- Директор картины: М. Гладкова.

Мальчик Алеша в начале мультфильма читает отрывок из ежемесячного украинского журнала для детей «Барвинок».

## Издания на DVD
- Мультфильм выпускался на DVD-сборнике «Одуванчик – толстые щёчки».[3]